# 湘南モノレール

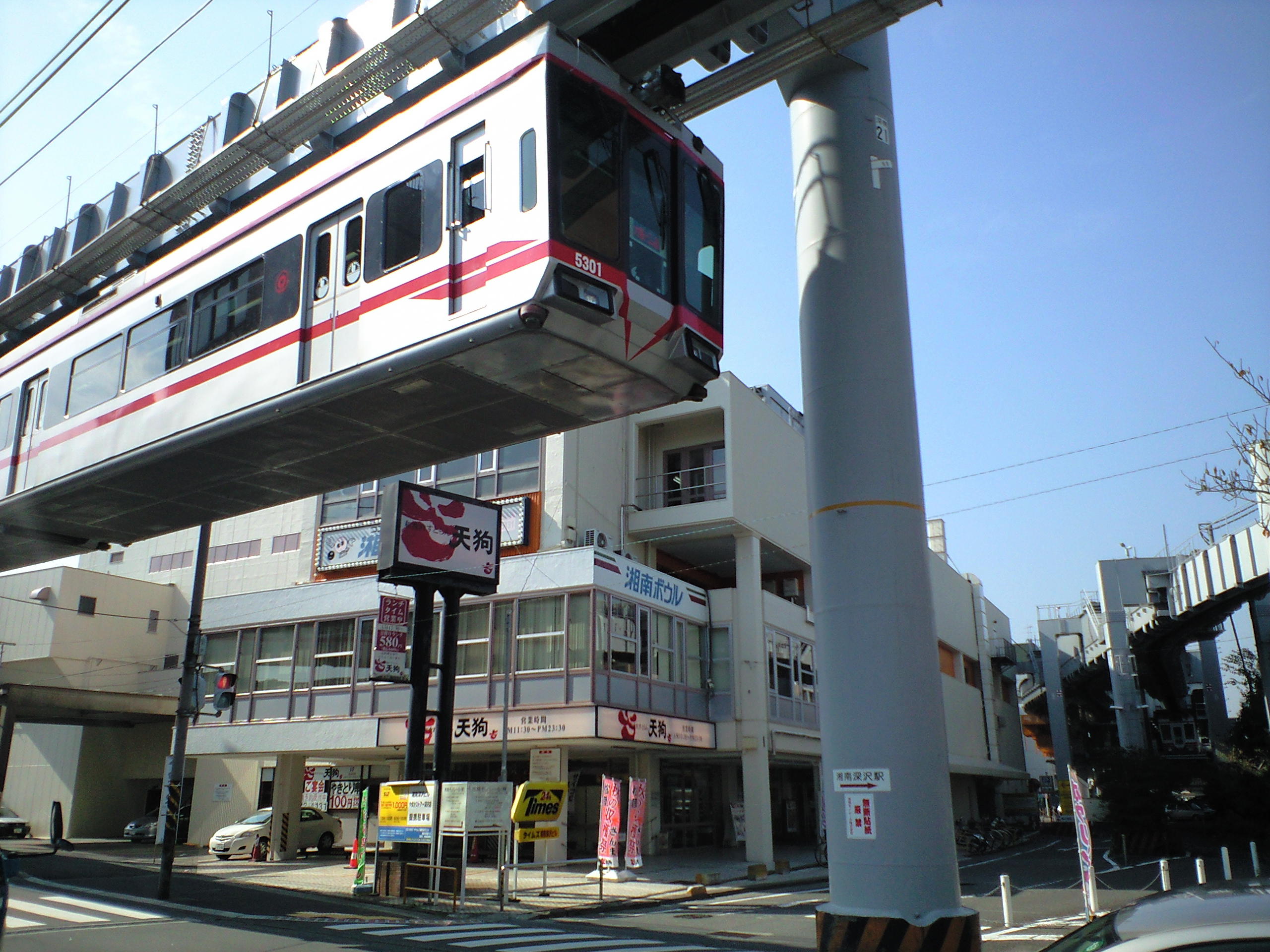
湘南モノレール湘南深沢ビル（画像右奥は深沢車庫）

湘南モノレール株式会社（しょうなんモノレール）は、神奈川県鎌倉市に本社を置くモノレール江の島線を運営する鉄道会社である。経営共創基盤傘下のみちのりホールディングスが全株式を保有する同社の子会社である。

## 概要
懸垂式モノレール鉄道設備機器の導入・拡販のために、三菱重工業、三菱電機、三菱商事、京浜急行電鉄などが出資し、1966年（昭和41年）4月に設立した。
懸垂式モノレールの技術契約を持っていた日本エアウェイ開発からの引き継ぎの事情もあり、設立時は東京都港区浜松町に東京事務所を構えていた。新幹線0系の開発に関わったことで知られる鉄道車両技術者・三木忠直は、江の島線敷設にあたって技師長として技術部門の指揮を執り、開業後もしばらく事業に携わっていた。
江の島線開業当初には、沿線宅地開発やマンション（3棟）の建設を行ったほか、1975年（昭和50年）ごろには、仙台市営モノレール南西線構想のあった宮城県仙台市太白区の茂庭台で不動産開発を行うなどで、現地に不動産営業所を構えていたこともある。ただし現在不動産事業は縮小しており、すでに宅建業の免許を返上している。
日本民営鉄道協会に、モノレール専業事業者としては唯一加盟している。
社会インフラシステムの販促を主目的として設立されつつも、半世紀近くが経過、結果として地域における重要な公共交通機関としての営業が主体となっているが、2015年（平成27年）の株式譲渡まで株主構成は設立当初からほとんど変わっておらず、三菱グループが9割以上の株を保有し、歴代社長も設立当初を除き三菱重工業出身者で占められていた。鉄道事業者の出資は京急と西武がわずかな割合を負担しただけで、京急が開業当初の人材派遣と、2018年（平成30年）まで続いていた関連会社による車両メンテナンスの一部請け負い程度の役割をしていることに留まる。そもそも京急が出資している理由は江の島線がかつて京急の所有していた自動車専用道路「京浜急行線」のほぼ真上に敷設されているためである。
2015年（平成27年）5月に経営共創基盤傘下のみちのりホールディングスに三菱グループ3社が保有する株式を譲渡する契約が結ばれ、みちのりホールディングスの傘下で地域の公共交通機関としての役割を引き継ぎ、施設のバリアフリー化や利用客の増加を図るという方針が示された。
2021年（令和3年）3月26日に湘南モノレール労働組合は、賃金引き上げおよび臨時給の支給を求め同年3月29日に始発から24時間ストライキを設定していた。労働組合側は、同年3月28日に総決起集会を実施し、ストライキ実施に向けた準備を整えていたが、同年3月29日午前2時58分に会社との交渉で妥結を確認したとして、ストライキをとりやめた。

## 沿革
- 1966年（昭和41年）4月11日 - 会社設立[1]。本社は、東京都港区芝浜松町二丁目7番地に所在。
- 1970年（昭和45年）
  - 3月7日 - 江の島線が開業（大船駅 -西鎌倉駅間）[1]
  - 11月13日 - 大船駅-西鎌倉駅間につき、鉄道財団が成立する[13]。
- 1971年（昭和46年）7月1日 - 江の島線が全線開通（大船駅-湘南江の島駅間）[1]
- 1972年（昭和47年）
  - 1月1日 - 住居表示の実施により、本社住所が東京都港区浜松町一丁目25番7号となる。
  - 6月9日 - 西鎌倉駅-湘南江の島駅間につき、鉄道財団の拡張をする[14]。
- 1975年（昭和50年）1月30日 - 3両編成運転開始[1]。
- 1979年までの間に、本社が神奈川県鎌倉市常盤字下耕地18番へ移転する。
- 1980年（昭和55年）3月3日 - 400系車両導入[1]。
- 1988年（昭和63年）3月31日 - 500系車両導入[1]。
- 1993年（平成5年）9月10日 - 鉄道財団の用紙を閉鎖する[15]。
- 2004年（平成16年）6月24日 - 5000系車両導入[1]。
- 2008年（平成20年）7月31日 - 資本金を80億円から4億円へ減資する。
- 2015年（平成27年）
  - 5月22日 - 三菱重工業・三菱電機・三菱商事が保有する株式をみちのりホールディングスに譲渡する契約を締結[8]。
  - 6月8日 - みちのりホールディングスに株式が譲渡される[5]。
- 2018年（平成30年）
  - 4月1日 - 江の島線でICカード「PASMO」の利用が可能となる[16]。全国相互利用交通系ICカードも対応[16]。同時に、会社設立当初から使用してきたロゴマークを一新[17]。
  - 9月13日 - ドイツのヴッパータール空中鉄道と姉妹懸垂式モノレール協定書を締結[18]。
- 2019年（平成31年）3月16日 - 日本の鉄道会社として初めてQRコード決済サービス「PayPay」を導入し、大船駅と湘南江の島駅でオリジナルグッズや、大船駅で定期券や1日フリーきっぷなどが「PayPay」で購入可能になる[19]。

## 社章・ロゴマーク
2018年4月から使用されているロゴマークは、水色と青の2色を使った、モノレールの頭文字である「M」の形をイメージしたデザイン。ロゴマーク制定前は、丸い形の社章が使われていた。

社章

## 路線
- 江の島線 大船駅 - 湘南江の島駅 6.6 km
8駅、全線単線。全線の所要時間は13分45秒である。

## 車両

### 現有車両
- 5000系

### 過去の車両
- 300形
- 400形
- 500形

なお、これらの車両に加えて保線点検用の専用車両を有する。